# Pozorac
Pozorac falu Horvátországban Split-Dalmácia megyében. Közigazgatásilag Marinához tartozik.

## Fekvése
Split központjától légvonalban 27, közúton 42 km-re, Trogirtól 14 km-re nyugatra, községközpontjától 1 km-re északra, Dalmácia középső részén fekszik.

## Története
Az innen néhány kilométerre található Grota Sv. Jakova barlang leletei alapján itt már az őskorban is éltek emberek. Az ókorban illírek telepedtek meg itt, majd az i. e. 4. században a rómaiak hódították meg a térséget. A horvátok ősei a 7. században érkeztek erre vidékre, mely a 10. században már az ősi Drid zsupánsághoz tartozott. Ennek székhelye a Pozoractól néhány kilométerre délnyugatra fekvő 177 méter magas Veli vrh és az alacsonyabb Mali vrh hegyén volt. A dridi zsupánság a független horvát állam megszűnése után megszűnt. Ezután idővel a Šibenik és Trogir közötti terület e két város fennhatósága között oszlott meg és a határ a Stupin-öbölnél húzódott. Így a mai település területe Trogir város igazgatása alá került. A trogiri közösségnek már a magyar uralom idejében 13. században saját statutuma volt, mely alapján hatóságai működtek és törvénykeztek. Trogir 1420. június 22-től velencei uralom alá került és ezt követően már csak korlátozott autonómiával rendelkezett. A köztársaságot a velencei nemesség tagjai közül kinevezett kapitányok képviselték. A 15. század végén a török veszély hatására az itteni lakosságot a közeli Marina várába és a szigetekre menekítették. Közülük sokan időnként visszatértek a falubeli birtokaikra, hogy a földeket megműveljék. 1797-ben a Velencei Köztársaság megszűnésével a település Habsburg Birodalom része lett. 1806-ban Napóleon csapatai foglalták el és 1813-ig francia uralom alatt állt. Napóleon bukása után ismét Habsburg uralom következett, mely az első világháború végéig tartott. A településnek 1880-ban 32, 1910-ben 48 lakosa volt. Az I. világháború után rövid ideig az Olasz Királyság, ezután a Szerb-Horvát-Szlovén Királyság, majd Jugoszlávia része lett. A település lakossága 2011-ben 137 fő volt.

## Lakosság
| Lakosság változása | Lakosság változása | Lakosság változása | Lakosság változása | Lakosság változása | Lakosság változása | Lakosság változása | Lakosság változása | Lakosság változása | Lakosság változása | Lakosság változása | Lakosság változása | Lakosság változása | Lakosság változása | Lakosság változása | Lakosság változása |
| ------------------ | ------------------ | ------------------ | ------------------ | ------------------ | ------------------ | ------------------ | ------------------ | ------------------ | ------------------ | ------------------ | ------------------ | ------------------ | ------------------ | ------------------ | ------------------ |
| 1857               | 1869               | 1880               | 1890               | 1900               | 1910               | 1921               | 1931               | 1948               | 1953               | 1961               | 1971               | 1981               | 1991               | 2001               | 2011               |
| 0                  | 0                  | 32                 | 34                 | 37                 | 48                 | 0                  | 0                  | 70                 | 55                 | 64                 | 47                 | 0                  | 0                  | 137                | 137                |

(1857-ben, 1869-ben, 1921-ben, 1931-ben, 1981-be és 1991-ben lakosságát Marinához számították.)

## Nevezetességei
Az Angyalok királynője tiszteletére szentelt temploma középkori eredetű. A bejáraton olvasható felirat szerint 1789-ben teljesen megújították. Az újabb átépítéseknek köszönhetően a templom közel eredeti formájában áll. A belső átalakítás után az oltár felett, az apszis falán látható az Angyalok királynőjét ábrázoló oltárképe. A templom körül temető található középkori sírkövekkel.

## Híres emberek
Pozoracon született 1947. július 31-én Andrija Matijaš Pauk vezérőrnagy, a horvát hadsereg tábornoka, a 4. gépesített gárda dandár parancsnoka, aki 1995. október 9-én a „Juzni potez” hadművelet során a boszniai Mrkonjić Gradnál a szerbekkel vívott harcban esett el. Az általa egykor vezetett dandár ma az ő nevét viseli.